# Ross Ohlendorf
Curtis Ross Ohlendorf (né le 8 août 1982 à Austin, Texas, États-Unis) est un lanceur droitier de la Ligue majeure de baseball. 

## Carrière
Après des études secondaires à la St. Stephen's Episcopal High School de Austin (Texas), Ross Ohlendorf suit des études supérieures à Princeton où il porte les couleurs des Princeton Tigers de 2002 à 2004.  
Il est repêché le 7 juin 2004 par les Diamondbacks de l'Arizona au quatrième tour de sélection. Il perçoit un bonus de 280 000 dollars à la signature de son premier contrat professionnel le 9 juillet 2004. 

### Yankees de New York
Encore joueur de ligues mineures, Ohlendorf est l'un des 4 joueurs transféré par les Diamondbacks aux Yankees de New York le 9 janvier 2007 pour acquérir le lanceur étoile Randy Johnson.
Il débute en Ligues majeures le 11 septembre 2007 sous l'uniforme des Yankees.

### Pirates de Pittsburgh
Avec Jeff Karstens, Daniel McCutchen et José Tábata, Ohlendorf passe des Yankees aux Pirates de Pittsburgh le 26 juillet 2008 en échange de Xavier Nady et Dámaso Marte.
Utilisé comme lanceur de relève chez les Yankees, Ohlendorf prend le rôle de lanceur partant chez les Pirates. Il joue cinq matches comme partant à la fin de la saison 2008 et figure au quatrième rang de l'ordre des lanceurs partants des Pirates à l'ouverture de la saison 2009. Ohlendorf signe sa meilleure saison, avec onze victoires, dix défaites et une moyenne de points mérités de 3,92.
Ses résultats sont plus décevants en 2010 malgré une moyenne de points mérités de 4,07 avec une seule victoire pour onze défaites. À l'occasion du match du 28 juillet contre les Rockies du Colorado, Ohlendorf reçoit une balle en pleine tête. Il quitte la partie par précaution, mais cet incident est finalement sans conséquence.
En 2011, il n'entreprend que 9 parties des Pirates et ne lance que 38,2 manches. Sa fiche est de 1-3 avec une moyenne de points mérités de 8,15. Des blessures au dos et à l'épaule le handicapent toute la saison et les Pirates choisissent de ne pas le retenir à la fin de l'année.

### Padres de San Diego
Le 16 février 2012, il accepte le contrat des ligues mineures proposé par les Red Sox de Boston mais ne joue qu'en ligues mineures avec Pawtucket. Libéré par Boston le 2 juin, il signe deux jours plus tard avec les Padres de San Diego.

### Nationals de Washington
Il rejoint les Nationals de Washington en 2013. Il remporte 4 victoires contre une défaite en 7 départs et 9 présences en relève, et maintient une moyenne de points mérités de 3,28 en 60 manches et un tiers lancées. Blessé en 2014, il ne fait que quelques apparitions en ligues mineures puis devient agent libre.

### Rangers du Texas
Le 23 janvier 2015, Ohlendorf signe un contrat des ligues mineures avec les Rangers du Texas. En 21 sorties en relève et 19 manches et un tiers lancées pour les Rangers en 2015, il remet une moyenne de points mérités de 3,72 avec trois victoires, une défaite et un sauvetage. Il lance 3 manches et un tiers sans accorder de point aux Blue Jays de Toronto dans la Série de divisions que perdent les Rangers.

### Royals de Kansas City
Il signe un contrat des ligues mineures avec les Royals de Kansas City le 18 février 2016. Il est libéré de son contrat le 23 mars suivant, avant le début de la saison.

## Statistiques
| Saison | Équipe     | G  | GS | CG | SHO | V  | D  | SV | IP    | SO  | ERA  |
| ------ | ---------- | -- | -- | -- | --- | -- | -- | -- | ----- | --- | ---- |
| 2007   | NY Yankees | 6  | 0  | 0  | 0   | 0  | 0  | 0  | 6.1   | 9   | 2,84 |
| 2008   | NY Yankees | 25 | 0  | 0  | 0   | 1  | 1  | 0  | 40.0  | 36  | 6,53 |
| 2008   | Pittsburgh | 5  | 5  | 0  | 0   | 0  | 3  | 0  | 22.2  | 13  | 6,35 |
| 2009   | Pittsburgh | 29 | 29 | 0  | 0   | 11 | 10 | 0  | 176.2 | 109 | 3,92 |
| 2010   | Pittsburgh | 21 | 21 | 0  | 0   | 1  | 11 | 0  | 108.1 | 79  | 4,07 |
| Totaux | Totaux     | 86 | 55 | 0  | 0   | 13 | 25 | 0  | 354.0 | 246 | 4,40 |

| Saison | Équipe     | G | GS | CG | SHO | V | D | SV | IP  | SO | ERA   |
| ------ | ---------- | - | -- | -- | --- | - | - | -- | --- | -- | ----- |
| 2007   | NY Yankees | 1 | 0  | 0  | 0   | 0 | 0 | 0  | 1.0 | 0  | 27,00 |
| Totaux | Totaux     | 1 | 0  | 0  | 0   | 0 | 0 | 0  | 1.0 | 0  | 27,00 |

Note : G = Matches joués ; GS = Matches comme lanceur partant ; CG = Matches complets ; SHO = Blanchissages ; 
V = Victoires ; D = Défaites ; SV = Sauvetages ; IP = Manches lancées ; SO = Retraits sur des prises ; ERA = Moyenne de points mérités.